# Partnerství pro mír

Modře členové Partnerství pro mír, zeleně státy, které ukončily členství vstupem do NATO

Partnerství pro mír (Partnership for Peace, zkratka PfP) je program spolupráce Severoatlantické aliance s armádami států, které nejsou jejími členy. Je zaměřen na neutrální země Evropy a bývalého Sovětského svazu, NATO poskytuje účastníkům projektu pomoc s modernizací armády a sestavováním vojenských rozpočtů, pořádají se společná cvičení. Zahájení programu bylo schváleno na summitu aliance 11. ledna 1994 v Bruselu, připojilo se k němu 34 zemí, z toho 16 svoji účast ukončilo poté, co se staly řádnými členy NATO.

## Členové
- Arménie (od 1994)
- Ázerbájdžán (od 1994)
- Bělorusko (od 1995) (Očekávané ukončení spolupráce)
- Bosna a Hercegovina (od 2006)
- Gruzie (od 1994)
- Irsko (od 1999)
- Kazachstán (od 1994)
- Kyrgyzstán (od 1994)
- Malta (1995–1996 a od 2008)
- Moldavsko (od 1994)
- Rakousko (od 1995)
- Rusko (od 1994) (Očekávané ukončení spolupráce)
- Srbsko (od 2006)
- Švýcarsko (od 1996)
- Tádžikistán (od 2002)
- Turkmenistán (od 1994)
- Ukrajina (od 1994)
- Uzbekistán (od 1994)

### Bývalí členové
- Albánie (1994–2009)
- Bulharsko (1994–2004)
- Černá Hora (2006–2017)
- Česko (1994–1999)
- Estonsko (1994–2004)
- Finsko (1994–2023)
- Chorvatsko (2000–2009)
- Lotyšsko (1994–2004)
- Litva (1994–2004)
- Maďarsko (1994–1999)
- Polsko (1994–1999)
- Rumunsko (1994–2004)
- Severní Makedonie (1994–2020)
- Slovensko (1994–2004)
- Slovinsko (1994–2004)
- Švédsko (1994–2024)

Zájem o vstup projevili také Kypr a Kosovo, ale vzhledem k nevyjasněné situaci kolem jejich mezinárodního uznání nebyli zatím přijati.